# Xiphuraspis ctenopyga
Xiphuraspis ctenopyga är en insektsart som beskrevs av Sadao Takagi 1999. Xiphuraspis ctenopyga ingår i släktet Xiphuraspis och familjen pansarsköldlöss. Inga underarter finns listade i Catalogue of Life.